# Liste des matchs de l'équipe de Grenade de football par adversaire
Cette liste présente les matchs de l'équipe de Grenade de football par adversaire rencontré,. Lorsqu'une rivalité footballistique particulière existe entre la Grenade et un autre pays, une page spécifique est parfois proposée.
- Haut – A
- B
- C
- D
- E
- F
- G
- H
- I
- J
- K
- L
- M
- N
- O
- P
- Q
- R
- S
- T
- U
- V
- W
- X
- Y
- Z

## A

### Anguilla
Confrontations entre la Grenade et Anguilla :
| Date          | Lieu                            | Match              | Score | Compétition                                               |
| ------------- | ------------------------------- | ------------------ | ----- | --------------------------------------------------------- |
| 15 avril 1998 | Saint John's Antigua-et-Barbuda | Grenade - Anguilla | 14-1  | Tour préliminaire de la Coupe caribéenne des nations 1998 |

#### Bilan
- Total de matchs disputés : 1
- Victoires de l'équipe de Grenade : 1
- Victoires de l'équipe d'Anguilla : 0
- Matchs nuls : 0

### Antigua-et-Barbuda
Confrontations entre la Grenade et Antigua-et-Barbuda :
| Date            | Lieu                                      | Match                        | Score | Compétition                                               |
| --------------- | ----------------------------------------- | ---------------------------- | ----- | --------------------------------------------------------- |
| 6 juillet 1997  | Saint John's Antigua-et-Barbuda           | Grenade - Antigua-et-Barbuda | 3-1   | Phase finale de la Coupe caribéenne des nations 1997      |
| 19 avril 1998   | St. John's Antigua-et-Barbuda             | Antigua-et-Barbuda - Grenade | 2-1   | Tour préliminaire de la Coupe caribéenne des nations 1998 |
| 3 novembre 2006 | Kingstown Saint-Vincent-et-les-Grenadines | Antigua-et-Barbuda - Grenade | 1-1   | Match amical                                              |
| 28 juin 2009    | Saint-Georges Grenade                     | Grenade - Antigua-et-Barbuda | 2-2   | Match amical                                              |
| 27 mai 2011     | St. George's Grenade                      | Grenade - Antigua-et-Barbuda | 2-2   | Match amical                                              |
| 7 juin 2016     | St. John's Antigua-et-Barbuda             | Antigua-et-Barbuda - Grenade | 5-1   | Éliminatoires de la Coupe caribéenne des nations 2017     |

#### Bilan
- Total de matchs disputés : 6
- Victoires de l'équipe de Grenade : 1
- Victoires de l'équipe d'Antigua-et-Barbuda : 2
- Matchs nuls : 3

### Antilles néerlandaises
Confrontations entre la Grenade et les Antilles néerlandaises :
| Date             | Lieu                              | Match                            | Score | Compétition                                               |
| ---------------- | --------------------------------- | -------------------------------- | ----- | --------------------------------------------------------- |
| 6 juillet 1989   | Bridgetown Barbade                | Antilles néerlandaises - Grenade | 1-1   | Phase finale de la Coupe caribéenne des nations 1989      |
| 17 avril 1990    | Saint-Georges Grenade             | Grenade - Antilles néerlandaises | 1-1   | Tour préliminaire de la Coupe caribéenne des nations 1990 |
| 8 mars 1992      | Bridgetown Barbade                | Grenade - Antilles néerlandaises | 0-1   | Tour préliminaire de la Coupe caribéenne des nations 1992 |
| 23 mars 1996     | Willemstad Antilles néerlandaises | Antilles néerlandaises - Grenade | 0-1   | Tour préliminaire de la Coupe caribéenne des nations 1996 |
| 4 mai 1999       | Willemstad Antilles néerlandaises | Antilles néerlandaises - Grenade | 1-3   | Tour préliminaire de la Coupe caribéenne des nations 1999 |
| 6 septembre 2006 | Willemstad Antilles néerlandaises | Antilles néerlandaises - Grenade | 1-1   | Tour préliminaire de la Coupe caribéenne des nations 2007 |
| 31 juillet 2008  | Willemstad Antilles néerlandaises | Antilles néerlandaises - Grenade | 2-0   | Tour préliminaire de la Coupe caribéenne des nations 2008 |

#### Bilan
- Total de matchs disputés : 7
- Victoires de l'équipe de Grenade : 2
- Victoires de l'équipe des Antilles néerlandaises : 2
- Matchs nuls : 3

### Aruba
Confrontations entre la Grenade et Aruba :
| Date            | Lieu                              | Match           | Score | Compétition                                               |
| --------------- | --------------------------------- | --------------- | ----- | --------------------------------------------------------- |
| 21 mai 1989     | Oranjestad Aruba                  | Aruba - Grenade | 0-0   | Tour préliminaire de la Coupe caribéenne des nations 1989 |
| 6 avril 2001    | Paramaribo Suriname               | Grenade - Aruba | 4-2   | Tour préliminaire de la Coupe caribéenne des nations 2001 |
| 29 juillet 2008 | Willemstad Antilles néerlandaises | Grenade - Aruba | 3-1   | Tour préliminaire de la Coupe caribéenne des nations 2008 |

#### Bilan
- Total de matchs disputés : 3
- Victoires de l'équipe de Grenade : 2
- Victoires de l'équipe d'Aruba : 0
- Matchs nuls : 1

## B

### Barbade
Confrontations entre la Grenade et la Barbade :
| Date             | Lieu                                      | Match             | Score    | Compétition                                               |
| ---------------- | ----------------------------------------- | ----------------- | -------- | --------------------------------------------------------- |
| 2 mai 1936       | Barbade                                   | Barbade - Grenade | 1-2      | Match amical                                              |
| 19 mars 1951     | Bridgetown Barbade                        | Barbade - Grenade | 1-3      | Match amical                                              |
| 21 mars 1951     | Bridgetown Barbade                        | Barbade - Grenade | 3-2      | Match amical                                              |
| 25 novembre 1978 | Saint-Georges Grenade                     | Grenade - Barbade | 2-0      | Match amical                                              |
| 26 novembre 1978 | St. George's Grenade                      | Grenade - Barbade | 0-0      | Match amical                                              |
| 9 juillet 1990   | Bridgetown Barbade                        | Barbade - Grenade | 1-1      | Match amical                                              |
| 10 juillet 1990  | Bridgetown Barbade                        | Barbade - Grenade | 4-0      | Match amical                                              |
| 4 mars 1992      | Bridgetown Barbade                        | Barbade - Grenade | 1-1      | Tour préliminaire de la Coupe caribéenne des nations 1992 |
| 2 janvier 1994   | Bridgetown Barbade                        | Barbade - Grenade | 0-0      | Match amical                                              |
| 27 janvier 1994  | Bridgetown Barbade                        | Barbade - Grenade | 3-2 a.p. | Tour préliminaire de la Coupe caribéenne des nations 1994 |
| 23 novembre 1995 | Roseau Dominique                          | Grenade - Barbade | 1-0      | Match amical                                              |
| 2 avril 1997     | Port of Spain Trinité-et-Tobago           | Barbade - Grenade | 1-1      | Tour préliminaire de la Coupe caribéenne des nations 1997 |
| 5 mars 2000      | Bridgetown Barbade                        | Barbade - Grenade | 2-2      | Éliminatoires de la Coupe du monde 2002                   |
| 18 mars 2000     | St. George's Grenade                      | Grenade - Barbade | 2-3      | Éliminatoires de la Coupe du monde 2002                   |
| 4 avril 2001     | Paramaribo Suriname                       | Barbade - Grenade | 2-1      | Tour préliminaire de la Coupe caribéenne des nations 2001 |
| 11 novembre 2002 | St. George's Grenade                      | Grenade - Barbade | 0-2      | Éliminatoires de la Gold Cup 2003                         |
| 11 janvier 2004  | Bridgetown Barbade                        | Barbade - Grenade | 2-0      | Match amical                                              |
| 31 janvier 2004  | St. George's Grenade                      | Grenade - Barbade | 0-1      | Match amical                                              |
| 23 janvier 2005  | Bridgetown Barbade                        | Barbade - Grenade | 3-0      | Match amical                                              |
| 5 novembre 2006  | Black Rock Barbade                        | Barbade - Grenade | 2-2      | Match amical                                              |
| 15 mars 2008     | St. George's Grenade                      | Grenade - Barbade | 1-1      | Match amical                                              |
| 17 décembre 2008 | Falmouth Jamaïque                         | Grenade - Barbade | 4-2      | Phase finale de la Coupe caribéenne des nations 2008      |
| 8 février 2009   | Bridgetown Barbade                        | Barbade - Grenade | 5-0      | Match amical                                              |
| 6 juillet 2017   | St. George's Grenade                      | Grenade - Barbade | 0-2      | Match amical                                              |
| 4 mars 2019      | Kingstown Saint-Vincent-et-les-Grenadines | Barbade-Grenade   | 3-0      | Match amical                                              |

#### Bilan
- Total de matchs disputés : 25
- Victoires de l'équipe de Grenade : 5
- Victoires de l'équipe de la Barbade : 12
- Matchs nuls : 8

### Belize
Confrontations entre la Grenade et le Belize :
| Date             | Lieu                  | Match            | Score | Compétition                                                  |
| ---------------- | --------------------- | ---------------- | ----- | ------------------------------------------------------------ |
| 2 septembre 2011 | Saint-Georges Grenade | Grenade - Belize | 0-3   | Éliminatoires de la Coupe du monde 2014                      |
| 7 octobre 2011   | Belmopan Belize       | Belize - Grenade | 1-4   | Éliminatoires de la Coupe du monde 2014                      |
| 23 mars 2018     | Belmopan Belize       | Belize - Grenade | 4-2   | Match amical                                                 |
| 8 septembre 2019 | Belmopan              | Belize - Grenade | 1-2   | Ligue des nations de la CONCACAF 2019-2020 (Ligue B - gr. A) |
| 17 novembre 2019 | Saint-Georges         | Grenade - Belize |       | Ligue des nations de la CONCACAF 2019-2020 (Ligue B - gr. A) |

#### Bilan
- Total de matchs disputés : 4
- Victoires de l'équipe de Grenade : 2
- Victoires de l'équipe du Belize : 2
- Matchs nuls : 0

### Bermudes
Confrontations entre la Grenade et les Bermudes :
| Date         | Lieu                  | Match              | Score | Compétition  |
| ------------ | --------------------- | ------------------ | ----- | ------------ |
| 6 mars 2015  | Hamilton Bermudes     | Bermudes - Grenade | 2-2   | Match amical |
| 8 mars 2015  | Hamilton Bermudes     | Bermudes - Grenade | 2-0   | Match amical |
| 10 juin 2017 | Saint-Georges Grenade | Grenade - Bermudes | 1-2   | Match amical |

#### Bilan
- Total de matchs disputés : 3
- Victoires de l'équipe de Grenade : 0
- Victoires de l'équipe des Bermudes : 2
- Matchs nuls : 1

## C

### Costa Rica
Confrontations entre la Grenade et le Costa Rica :
| Date         | Lieu                  | Match                | Score | Compétition                             |
| ------------ | --------------------- | -------------------- | ----- | --------------------------------------- |
| 14 juin 2008 | Saint-Georges Grenade | Grenade - Costa Rica | 2-2   | Éliminatoires de la Coupe du monde 2010 |
| 21 juin 2008 | San José Costa Rica   | Costa Rica - Grenade | 3-0   | Éliminatoires de la Coupe du monde 2010 |

#### Bilan
- Total de matchs disputés : 2
- Victoires de l'équipe de Grenade : 0
- Victoires de l'équipe du Costa Rica : 1
- Matchs nuls : 1

### Cuba
Confrontations entre la Grenade et Cuba :
| Date             | Lieu                      | Match          | Score | Compétition                                                    |
| ---------------- | ------------------------- | -------------- | ----- | -------------------------------------------------------------- |
| 20 mai 2004      | La Havane Cuba            | Cuba - Grenade | 2-2   | Match amical                                                   |
| 11 décembre 2008 | Kingston Jamaïque         | Cuba - Grenade | 2-2   | Phase finale de la Coupe caribéenne des nations 2008           |
| 30 novembre 2010 | Fort-de-France Martinique | Cuba - Grenade | 0-0   | Phase finale de la Coupe caribéenne des nations 2010           |
| 5 décembre 2010  | Fort-de-France Martinique | Grenade - Cuba | 0-1   | Match pour la 3e place de la Coupe caribéenne des nations 2010 |
| 12 octobre 2018  | Saint-Georges Grenade     | Grenade - Cuba | 0-2   | Éliminatoires de la Gold Cup 2019                              |

#### Bilan
- Total de matchs disputés : 5
- Victoires de l'équipe de Grenade : 0
- Victoires de l'équipe de Cuba : 2
- Matchs nuls : 3

### Curaçao
Confrontations entre la Grenade et Curaçao :
| Date              | Lieu               | Match             | Score | Compétition                                           |
| ----------------- | ------------------ | ----------------- | ----- | ----------------------------------------------------- |
| 5 septembre 2014  | Bayamón Porto Rico | Curaçao - Grenade | 2-1   | Éliminatoires de la Coupe caribéenne des nations 2014 |
| 10 septembre 2018 | Willemstad Curaçao | Curaçao - Grenade | 10-0  | Éliminatoires de la Gold Cup 2019                     |

#### Bilan
- Total de matchs disputés : 2
- Victoires de l'équipe de Grenade : 0
- Victoires de l'équipe de Curaçao : 2
- Matchs nuls : 0

## D

### Dominique
Confrontations entre la Grenade et la Dominique :
| Date             | Lieu                                      | Match               | Score | Compétition                                               |
| ---------------- | ----------------------------------------- | ------------------- | ----- | --------------------------------------------------------- |
| 19 janvier 1961  | Sainte-Lucie                              | Dominique - Grenade | 1-8   | Match amical                                              |
| 21 novembre 1965 | Saint-Vincent-et-les-Grenadines           | Dominique - Grenade | 2-0   | Match amical                                              |
| 8 novembre 1966  | Saint-Georges Grenade                     | Grenade - Dominique | 3-3   | Match amical                                              |
| 30 novembre 1967 | Roseau Dominique                          | Dominique - Grenade | 2-4   | Match amical                                              |
| 20 novembre 1968 | Sainte-Lucie                              | Dominique - Grenade | 2-6   | Match amical                                              |
| 13 novembre 1969 | Saint-Vincent-et-les-Grenadines           | Dominique - Grenade | 0-1   | Match amical                                              |
| 27 novembre 1970 | St. George's Grenade                      | Grenade - Dominique | 2-1   | Match amical                                              |
| 4 décembre 1971  | Roseau Dominique                          | Dominique - Grenade | 3-0   | Match amical                                              |
| 25 novembre 1972 | Sainte-Lucie                              | Dominique - Grenade | 1-2   | Match amical                                              |
| 7 novembre 1973  | Roseau Dominique                          | Dominique - Grenade | 4-2   | Match amical                                              |
| 21 novembre 1973 | St. George's Grenade                      | Grenade - Dominique | 1-1   | Match amical                                              |
| 4 décembre 1974  | Sainte-Lucie                              | Dominique - Grenade | 0-0   | Match amical                                              |
| 2 décembre 1984  | Sainte-Lucie                              | Dominique - Grenade | 0-4   | Match amical                                              |
| 17 décembre 1985 | St. George's Grenade                      | Grenade - Dominique | 0-0   | Match amical                                              |
| 25 avril 1993    | St. George's Grenade                      | Grenade - Dominique | 1-1   | Tour préliminaire de la Coupe caribéenne des nations 1993 |
| 12 mars 2001     | St. George's Grenade                      | Grenade - Dominique | 8-3   | Match amical                                              |
| 4 mai 2014       | Roseau Dominique                          | Dominique - Grenade | 3-5   | Match amical                                              |
| 14 mai 2015      | Vieux Fort Sainte-Lucie                   | Grenade - Dominique | 1-2   | Match amical                                              |
| 28 juin 2017     | St. George's Grenade                      | Grenade - Dominique | 1-1   | Match amical                                              |
| 2 mars 2019      | Kingstown Saint-Vincent-et-les-Grenadines | Grenade - Dominique | 0-1   | Match amical                                              |

Bilan :
- Total de matchs disputés : 20
- Victoires de l'équipe de Grenade : 9
- Victoires de l'équipe de Dominique : 5
- Matchs nuls : 6

## E

### États-Unis
Confrontations entre la Grenade et les États-Unis :
| Date         | Lieu                  | Match                | Score | Compétition                             |
| ------------ | --------------------- | -------------------- | ----- | --------------------------------------- |
| 13 juin 2004 | Columbus États-Unis   | États-Unis - Grenade | 3-0   | Éliminatoires de la Coupe du monde 2006 |
| 20 juin 2004 | Saint-Georges Grenade | Grenade - États-Unis | 2-3   | Éliminatoires de la Coupe du monde 2006 |
| 13 juin 2004 | Seattle États-Unis    | Grenade - États-Unis | 0-4   | Phase finale de la Gold Cup 2009        |

Bilan :
- Total de matchs disputés : 3
- Victoires de l'équipe de Grenade : 0
- Victoires de l'équipe des États-Unis : 3
- Matchs nuls : 0

## G

### Guadeloupe
Confrontations entre la Grenade et la Guadeloupe :
| Date            | Lieu                            | Match                | Score | Compétition                                               |
| --------------- | ------------------------------- | -------------------- | ----- | --------------------------------------------------------- |
| 6 mars 1999     | Port of Spain Trinité-et-Tobago | Grenade - Guadeloupe | 2-1   | Phase finale de la Coupe caribéenne des nations 1999      |
| 9 novembre 2002 | Saint-Georges Grenade           | Grenade - Guadeloupe | 4-5   | Éliminatoires de la Gold Cup 2003                         |
| 13 octobre 2008 | Les Abymes Guadeloupe           | Guadeloupe - Grenade | 2-1   | Tour préliminaire de la Coupe caribéenne des nations 2008 |
| 26 octobre 2010 | St. George's Grenade            | Grenade - Guadeloupe | 0-3   | Tour préliminaire de la Coupe caribéenne des nations 2010 |

#### Bilan
- Total de matchs disputés : 4
- Victoires de l'équipe de Grenade : 1
- Victoires de l'équipe de Guadeloupe : 3
- Matchs nuls : 0

### Guatemala
Confrontations entre la Grenade et le Guatemala :
| Date             | Lieu                  | Match               | Score | Compétition                             |
| ---------------- | --------------------- | ------------------- | ----- | --------------------------------------- |
| 13 juin 2011     | Harrison États-Unis   | Guatemala - Grenade | 4-0   | Phase finale de la Gold Cup 2011        |
| 11 novembre 2011 | Guatemala             | Guatemala - Grenade | 3-0   | Éliminatoires de la Coupe du monde 2014 |
| 15 novembre 2011 | Saint-Georges Grenade | Grenade - Guatemala | 1-4   | Éliminatoires de la Coupe du monde 2014 |

#### Bilan
- Total de matchs disputés : 3
- Victoires de l'équipe de Grenade : 0
- Victoires de l'équipe du Guatemala : 3
- Matchs nuls : 0

### Guyana
Confrontations entre la Grenade et le Guyana :
| Date              | Lieu                              | Match            | Score | Compétition                                               |
| ----------------- | --------------------------------- | ---------------- | ----- | --------------------------------------------------------- |
| 30 mars 1980      | Georgetown Guyana                 | Guyana - Grenade | 5-2   | Éliminatoires de la Coupe du monde 1982                   |
| 13 avril 1980     | Saint-Georges Grenade             | Grenade - Guyana | 2-3   | Éliminatoires de la Coupe du monde 1982                   |
| 4 septembre 1987  | Georgetown Guyana                 | Guyana - Grenade | 1-1   | Match amical                                              |
| 6 septembre 1987  | Linden Guyana                     | Guyana - Grenade | 3-0   | Match amical                                              |
| 27 mai 1990       | Georgetown Guyana                 | Guyana - Grenade | 0-0   | Tour préliminaire de la Coupe caribéenne des nations 1990 |
| 29 mars 1996      | Georgetown Guyana                 | Guyana - Grenade | 1-2   | Éliminatoires de la Coupe du monde 1998                   |
| 7 avril 1996      | St. George's Grenade              | Grenade - Guyana | 6-0   | Éliminatoires de la Coupe du monde 1998                   |
| 4 avril 1997      | Palo Seco Trinité-et-Tobago       | Grenade - Guyana | 5-1   | Tour préliminaire de la Coupe caribéenne des nations 1997 |
| 17 avril 1998     | Saint John's Antigua-et-Barbuda   | Grenade - Guyana | 2-1   | Tour préliminaire de la Coupe caribéenne des nations 1998 |
| 28 février 2004   | St. George's Grenade              | Grenade - Guyana | 5-0   | Éliminatoires de la Coupe du monde 2006                   |
| 14 mars 2004      | Blairmont Guyana                  | Guyana - Grenade | 1-3   | Éliminatoires de la Coupe du monde 2006                   |
| 10 septembre 2006 | Willemstad Antilles néerlandaises | Grenade - Guyana | 0-1   | Tour préliminaire de la Coupe caribéenne des nations 2007 |
| 20 janvier 2008   | Georgetown Guyana                 | Guyana - Grenade | 1-2   | Match amical                                              |
| 22 février 2012   | St. George's Grenade              | Grenade - Guyana | 1-2   | Match amical                                              |
| 16 novembre 2012  | St. George's Grenade              | Grenade - Guyana | 2-1   | Tour préliminaire de la Coupe caribéenne des nations 2012 |
| 29 mars 2015      | Providence Guyana                 | Guyana - Grenade | 0-3   | Match amical                                              |
| 7 octobre 2017    | St. George's Grenade              | Grenade - Guyana | 1-0   | Match amical                                              |

#### Bilan
- Total de matchs disputés : 17
- Victoires de l'équipe de Grenade : 10
- Victoires de l'équipe du Guyana : 5
- Matchs nuls : 2

### Guyane
Confrontations entre la Grenade et la Guyane :
| Date             | Lieu                  | Match            | Score | Compétition                                               |
| ---------------- | --------------------- | ---------------- | ----- | --------------------------------------------------------- |
| 30 juin 1989     | Saint-Georges Grenade | Grenade - Guyane | 0-0   | Tour préliminaire de la Coupe caribéenne des nations 1989 |
| 14 novembre 2012 | St. George's Grenade  | Grenade - Guyane | 1-1   | Tour préliminaire de la Coupe caribéenne des nations 2012 |
| 3 septembre 2014 | Bayamón Porto Rico    | Grenade - Guyane | 1-1   | Éliminatoires de la Coupe caribéenne des nations 2014     |

#### Bilan
- Total de matchs disputés : 3
- Victoires de l'équipe de Grenade : 0
- Victoires de l'équipe de Guyane : 0
- Matchs nuls : 3

## H

### Haïti
Confrontations entre la Grenade et Haïti :
| Date             | Lieu                     | Match           | Score | Compétition                                               |
| ---------------- | ------------------------ | --------------- | ----- | --------------------------------------------------------- |
| 12 mai 1996      | Port-au-Prince Haïti     | Haïti - Grenade | 6-1   | Éliminatoires de la Coupe du monde 1998                   |
| 18 mai 1996      | Saint-Georges Grenade    | Grenade - Haïti | 0-1   | Éliminatoires de la Coupe du monde 1998                   |
| 8 juin 2009      | Washington DC États-Unis | Haïti - Grenade | 2-0   | Phase finale de la Gold Cup 2009                          |
| 18 novembre 2011 | St. George's Grenade     | Grenade - Haïti | 0-2   | Tour préliminaire de la Coupe caribéenne des nations 2012 |
| 4 septembre 2015 | St. George's Grenade     | Grenade - Haïti | 1-3   | Éliminatoires de la Coupe du monde 2018                   |
| 8 septembre 2015 | Port-au-Prince Haïti     | Haïti - Grenade | 3-0   | Éliminatoires de la Coupe du monde 2018                   |

#### Bilan
- Total de matchs disputés : 6
- Victoires de l'équipe de Grenade : 0
- Victoires de l'équipe d'Haïti : 6
- Matchs nuls : 0

### Honduras
Confrontations entre la Grenade et le Honduras :
| Date            | Lieu                  | Match              | Score | Compétition                      |
| --------------- | --------------------- | ------------------ | ----- | -------------------------------- |
| 11 juillet 2009 | Foxborough États-Unis | Honduras - Grenade | 4-0   | Phase finale de la Gold Cup 2009 |
| 10 juin 2011    | Miami États-Unis      | Grenade - Honduras | 1-7   | Phase finale de la Gold Cup 2011 |

#### Bilan
- Total de matchs disputés : 2
- Victoires de l'équipe de Grenade : 0
- Victoires de l'équipe du Honduras : 2
- Matchs nuls : 0

## I

### Îles Caïmans
Confrontations entre la Grenade et les Îles Caïmans :
| Date            | Lieu                  | Match                  | Score | Compétition                                               |
| --------------- | --------------------- | ---------------------- | ----- | --------------------------------------------------------- |
| 15 octobre 2008 | Les Abymes Guadeloupe | Grenade - Îles Caïmans | 4-2   | Tour préliminaire de la Coupe caribéenne des nations 2008 |

#### Bilan
- Total de matchs disputés : 1
- Victoires de l'équipe de Grenade : 1
- Victoires de l'équipe des Îles Caïmans : 0
- Matchs nuls : 0

### Îles Vierges britanniques
Confrontations entre la Grenade et les Îles Vierges britanniques :
| Date         | Lieu                  | Match                               | Score | Compétition  |
| ------------ | --------------------- | ----------------------------------- | ----- | ------------ |
| 22 juin 2002 | Saint-Georges Grenade | Grenade - Îles Vierges britanniques | 5-0   | Match amical |

#### Bilan
- Total de matchs disputés : 1
- Victoires de l'équipe de Grenade : 1
- Victoires de l'équipe des Îles Vierges britanniques : 0
- Matchs nuls : 0

### Îles Vierges des États-Unis
Confrontations entre la Grenade et les Îles Vierges des États-Unis :
| Date         | Lieu                                         | Match                                 | Score | Compétition                                           |
| ------------ | -------------------------------------------- | ------------------------------------- | ----- | ----------------------------------------------------- |
| 26 mars 2008 | Saint-Georges Grenade                        | Grenade - Îles Vierges des États-Unis | 10-0  | Éliminatoires de la Coupe du monde 2010               |
| 23 mars 2016 | Charlotte-Amélie Îles Vierges des États-Unis | Îles Vierges des États-Unis - Grenade | 1-2   | Éliminatoires de la Coupe caribéenne des nations 2017 |

#### Bilan
- Total de matchs disputés : 2
- Victoires de l'équipe de Grenade : 2
- Victoires de l'équipe des Îles Vierges des États-Unis : 0
- Matchs nuls : 0

## J

### Jamaïque
Confrontations entre la Grenade et la Jamaïque :
| Date             | Lieu                            | Match              | Score | Compétition                                                    |
| ---------------- | ------------------------------- | ------------------ | ----- | -------------------------------------------------------------- |
| 25 juillet 1990  | Port of Spain Trinité-et-Tobago | Grenade - Jamaïque | 0-0   | Phase finale de la Coupe caribéenne des nations 1990           |
| 4 juillet 1997   | Saint John's Antigua-et-Barbuda | Jamaïque - Grenade | 1-1   | Phase finale de la Coupe caribéenne des nations 1997           |
| 13 juillet 1997  | St. John's Antigua-et-Barbuda   | Jamaïque - Grenade | 4-1   | Match pour la 3e place de la Coupe caribéenne des nations 1997 |
| 7 juin 1999      | Port of Spain Trinité-et-Tobago | Jamaïque - Grenade | 2-1   | Phase finale de la Coupe caribéenne des nations 1999           |
| 1er août 2001    | Saint-Georges Grenade           | Grenade - Jamaïque | 2-0   | Match amical                                                   |
| 2 août 2002      | St. George's Grenade            | Grenade - Jamaïque | 0-1   | Match amical                                                   |
| 13 novembre 2002 | St. George's Grenade            | Grenade - Jamaïque | 1-4   | Éliminatoires de la Gold Cup 2003                              |
| 10 juin 2008     | St. George's Grenade            | Grenade - Jamaïque | 2-1   | Match amical                                                   |
| 5 décembre 2008  | Montego Bay Jamaïque            | Jamaïque - Grenade | 4-0   | Phase finale de la Coupe caribéenne des nations 2008           |
| 14 décembre 2008 | Kingston Jamaïque               | Jamaïque - Grenade | 2-0   | Finale de la Coupe caribéenne des nations 2008                 |
| 3 décembre 2010  | Fort-de-France Martinique       | Jamaïque - Grenade | 2-1   | Phase finale de la Coupe caribéenne des nations 2010           |
| 6 juin 2011      | Carson États-Unis               | Jamaïque - Grenade | 4-0   | Phase finale de la Gold Cup 2011                               |
| 17 août 2018     | St. George's Grenade            | Grenade - Jamaïque | 1-5   | Match amical                                                   |

Bilan :
- Total de matchs disputés : 13
- Victoires de l'équipe de Grenade : 2
- Victoires de l'équipe de Jamaïque : 9
- Matchs nuls : 2

## M

### Martinique
Confrontations entre la Grenade et la Martinique :
| Date             | Lieu                      | Match                | Score | Compétition                                               |
| ---------------- | ------------------------- | -------------------- | ----- | --------------------------------------------------------- |
| 11 octobre 2008  | Les Abymes Guadeloupe     | Martinique - Grenade | 2-2   | Tour préliminaire de la Coupe caribéenne des nations 2008 |
| 30 mai 2010      | Grenville Grenade         | Grenade - Martinique | 2-2   | Match amical                                              |
| 26 novembre 2010 | Fort-de-France Martinique | Martinique - Grenade | 1-1   | Phase finale de la Coupe caribéenne des nations 2010      |

Bilan :
- Total de matchs disputés : 3
- Victoires de l'équipe de Grenade : 0
- Victoires de l'équipe de Martinique : 0
- Matchs nuls : 3

## N

### Norvège
Confrontations entre la Grenade et la Norvège :
| Date         | Lieu                  | Match             | Score | Compétition  |
| ------------ | --------------------- | ----------------- | ----- | ------------ |
| 26 juin 1986 | Saint-Georges Grenade | Grenade - Norvège | 1-2   | Match amical |

Bilan :
- Total de matchs disputés : 1
- Victoires de l'équipe de Grenade : 0
- Victoires de l'équipe de Norvège : 1
- Matchs nuls : 0

## P

### Panama
Confrontations entre la Grenade et le Panama :
| Date            | Lieu                  | Match            | Score | Compétition  |
| --------------- | --------------------- | ---------------- | ----- | ------------ |
| 29 mai 2011     | Panama                | Panama - Grenade | 2-0   | Match amical |
| 24 octobre 2017 | Saint-Georges Grenade | Grenade - Panama | 0-5   | Match amical |

Bilan :
- Total de matchs disputés : 2
- Victoires de l'équipe de Grenade : 0
- Victoires de l'équipe du Panama : 2
- Matchs nuls : 0

### Porto Rico
Confrontations entre la Grenade et Porto Rico :
| Date             | Lieu                    | Match                | Score | Compétition                                               |
| ---------------- | ----------------------- | -------------------- | ----- | --------------------------------------------------------- |
| 25 janvier 1994  | Bridgetown Barbade      | Grenade - Porto Rico | 1-0   | Tour préliminaire de la Coupe caribéenne des nations 1994 |
| 28 novembre 2004 | Arima Trinité-et-Tobago | Grenade - Porto Rico | 5-2   | Tour préliminaire de la Coupe caribéenne des nations 2005 |
| 22 octobre 2010  | Saint-Georges Grenade   | Grenade - Porto Rico | 3-1   | Tour préliminaire de la Coupe caribéenne des nations 2010 |
| 7 septembre 2014 | Bayamón Porto Rico      | Porto Rico - Grenade | 2-2   | Éliminatoires de la Coupe caribéenne des nations 2014     |
| 12 juin 2015     | Bayamón Porto Rico      | Porto Rico - Grenade | 1-0   | Éliminatoires de la Coupe du Monde 2018                   |
| 16 juin 2015     | St. George's Grenade    | Grenade - Porto Rico | 2-0   | Éliminatoires de la Coupe du Monde 2018                   |
| 1er juin 2016    | St. George's Grenade    | Grenade - Porto Rico | 3-3   | Éliminatoires de la Coupe caribéenne des nations 2017     |
| 24 mars 2019     | Bayamón Porto Rico      | Porto Rico - Grenade | 0-2   | Éliminatoires de la Gold Cup 2019                         |

Bilan :
- Total de matchs disputés : 8
- Victoires de l'équipe de Grenade : 5
- Victoires de l'équipe de Porto Rico : 1
- Matchs nuls : 2

## S

### Saint-Christophe-et-Niévès
Confrontations entre la Grenade et Saint-Christophe-et-Niévès :
| Date            | Lieu                                  | Match                                | Score    | Compétition                                               |
| --------------- | ------------------------------------- | ------------------------------------ | -------- | --------------------------------------------------------- |
| 17 août 1938    | Saint-Christophe-et-Niévès            | Saint-Christophe-et-Niévès - Grenade | 0-4      | Match amical                                              |
| 18 août 1938    | Saint-Christophe-et-Niévès            | Saint-Christophe-et-Niévès - Grenade | 2-4      | Match amical                                              |
| 7 mai 1989      | Saint-Georges Grenade                 | Grenade - Saint-Christophe-et-Niévès | 2-1      | Tour préliminaire de la Coupe caribéenne des nations 1989 |
| 10 juillet 1997 | Basseterre Saint-Christophe-et-Niévès | Saint-Christophe-et-Niévès - Grenade | 2-1 a.p. | Demi-finale de la Coupe caribéenne des nations 1997       |
| 19 janvier 2002 | Basseterre Saint-Christophe-et-Niévès | Saint-Christophe-et-Niévès - Grenade | 1-1      | Match amical                                              |
| 24 octobre 2010 | St. George's Grenade                  | Grenade - Saint-Christophe-et-Niévès | 2-0      | Tour préliminaire de la Coupe caribéenne des nations 2010 |
| 27 mars 2011    | Basseterre Saint-Christophe-et-Niévès | Saint-Christophe-et-Niévès - Grenade | 0-0      | Match amical                                              |
| 2 avril 2011    | St. George's Grenade                  | Grenade - Saint-Christophe-et-Niévès | 0-1      | Match amical                                              |
| 2 décembre 2017 | Basseterre Saint-Christophe-et-Niévès | Saint-Christophe-et-Niévès - Grenade | 1-0      | Match amical                                              |

#### Bilan
- Total de matchs disputés : 9
- Victoires de l'équipe de Grenade : 4
- Victoires de l'équipe de Saint-Christophe-et-Niévès : 3
- Matchs nuls : 2

### Saint-Martin
Confrontations entre la Grenade et Saint-Martin :
| Date             | Lieu                  | Match                  | Score | Compétition                       |
| ---------------- | --------------------- | ---------------------- | ----- | --------------------------------- |
| 6 juillet 2002   | Saint-Georges Grenade | Grenade - Saint-Martin | 8-3   | Éliminatoires de la Gold Cup 2003 |
| 4 août 2002      | Marigot Saint-Martin  | Saint-Martin - Grenade | 1-7   | Éliminatoires de la Gold Cup 2003 |
| 16 novembre 2018 | Saint-Georges Grenade | Grenade - Saint-Martin | 5-2   | Éliminatoires de la Gold Cup 2019 |

Bilan :
- Total de matchs disputés : 3
- Victoires de l'équipe de Grenade : 3
- Victoires de l'équipe de Saint-Martin : 0
- Matchs nuls : 0

### Saint-Vincent-et-les-Grenadines
Confrontations entre la Grenade et Saint-Vincent-et-les-Grenadines :
| Date              | Lieu                                      | Match                                     | Score | Compétition                                               |
| ----------------- | ----------------------------------------- | ----------------------------------------- | ----- | --------------------------------------------------------- |
| 24 janvier 1949   | Saint-Vincent-et-les-Grenadines           | Saint-Vincent-et-les-Grenadines - Grenade | 2-3   | Match amical                                              |
| 16 janvier 1961   | Sainte-Lucie                              | Grenade - Saint-Vincent-et-les-Grenadines | 3-6   | Match amical                                              |
| 24 novembre 1962  | Saint-Georges Grenade                     | Grenade - Saint-Vincent-et-les-Grenadines | 2-1   | Match amical                                              |
| 12 novembre 1966  | St. George's Grenade                      | Grenade - Saint-Vincent-et-les-Grenadines | 1-3   | Match amical                                              |
| 26 novembre 1967  | Roseau Dominique                          | Grenade - Saint-Vincent-et-les-Grenadines | 1-1   | Match amical                                              |
| 15 novembre 1969  | Saint-Vincent-et-les-Grenadines           | Saint-Vincent-et-les-Grenadines - Grenade | 0-0   | Match amical                                              |
| 22 novembre 1970  | St. George's Grenade                      | Grenade- Saint-Vincent-et-les-Grenadines  | 5-3   | Match amical                                              |
| 30 novembre 1971  | Roseau Dominique                          | Grenade - Saint-Vincent-et-les-Grenadines | 1-1   | Match amical                                              |
| 1er décembre 1972 | Sainte-Lucie                              | Grenade - Saint-Vincent-et-les-Grenadines | 0-0   | Match amical                                              |
| 11 novembre 1973  | Sainte-Lucie                              | Saint-Vincent-et-les-Grenadines - Grenade | 4-1   | Match amical                                              |
| 1er décembre 1974 | Sainte-Lucie                              | Grenade - Saint-Vincent-et-les-Grenadines | 1-0   | Match amical                                              |
| 24 mars 1985      | Kingstown Saint-Vincent-et-les-Grenadines | Saint-Vincent-et-les-Grenadines - Grenade | 3-0   | Tour préliminaire de la Coupe caribéenne des nations 1985 |
| 2 juillet 1989    | Bridgetown Barbade                        | Grenade - Saint-Vincent-et-les-Grenadines | 2-0   | Phase finale de la Coupe caribéenne des nations 1989      |
| 6 mars 1992       | Bridgetown Barbade                        | Saint-Vincent-et-les-Grenadines - Grenade | 0-0   | Tour préliminaire de la Coupe caribéenne des nations 1992 |
| 27 avril 1993     | St. George's Grenade                      | Grenade - Saint-Vincent-et-les-Grenadines | 1-1   | Tour préliminaire de la Coupe caribéenne des nations 1993 |
| 3 décembre 1995   | Roseau Dominique                          | Grenade - Saint-Vincent-et-les-Grenadines | 1-0   | Match amical                                              |
| 24 avril 1996     | St. George's Grenade                      | Grenade - Saint-Vincent-et-les-Grenadines | 1-1   | Tour préliminaire de la Coupe caribéenne des nations 1996 |
| 28 avril 1996     | Kingstown Saint-Vincent-et-les-Grenadines | Saint-Vincent-et-les-Grenadines - Grenade | 3-1   | Tour préliminaire de la Coupe caribéenne des nations 1996 |
| 13 avril 1999     | Kingstown Saint-Vincent-et-les-Grenadines | Saint-Vincent-et-les-Grenadines - Grenade | 2-1   | Match amical                                              |
| 16 mars 2001      | St. George's Grenade                      | Grenade - Saint-Vincent-et-les-Grenadines | 1-1   | Match amical                                              |
| 18 mars 2001      | St. George's Grenade                      | Grenade - Saint-Vincent-et-les-Grenadines | 2-0   | Match amical                                              |
| 8 mai 2004        | St. George's Grenade                      | Grenade - Saint-Vincent-et-les-Grenadines | 1-1   | Match amical                                              |
| 13 novembre 2004  | Kingstown Saint-Vincent-et-les-Grenadines | Saint-Vincent-et-les-Grenadines - Grenade | 6-2   | Match amical                                              |
| 20 novembre 2004  | Gouyave Grenade                           | Grenade - Saint-Vincent-et-les-Grenadines | 3-2   | Match amical                                              |
| 12 décembre 2004  | Kingstown Saint-Vincent-et-les-Grenadines | Saint-Vincent-et-les-Grenadines - Grenade | 3-1   | Tour préliminaire de la Coupe caribéenne des nations 2005 |
| 19 décembre 2004  | St. George's Grenade                      | Grenade - Saint-Vincent-et-les-Grenadines | 0-1   | Tour préliminaire de la Coupe caribéenne des nations 2005 |
| 1er novembre 2006 | Kingstown Saint-Vincent-et-les-Grenadines | Saint-Vincent-et-les-Grenadines - Grenade | 4-1   | Match amical                                              |
| 10 février 2008   | Kingstown Saint-Vincent-et-les-Grenadines | Saint-Vincent-et-les-Grenadines - Grenade | 1-2   | Match amical                                              |
| 17 septembre 2010 | Kingstown Saint-Vincent-et-les-Grenadines | Saint-Vincent-et-les-Grenadines - Grenade | 0-1   | Match amical                                              |
| 19 septembre 2010 | Kingstown Saint-Vincent-et-les-Grenadines | Saint-Vincent-et-les-Grenadines - Grenade | 0-0   | Match amical                                              |
| 18 septembre 2011 | Kingstown Saint-Vincent-et-les-Grenadines | Saint-Vincent-et-les-Grenadines - Grenade | 2-1   | Éliminatoires de la Coupe du monde 2014                   |
| 15 octobre 2011   | St. George's Grenade                      | Grenade - Saint-Vincent-et-les-Grenadines | 1-1   | Éliminatoires de la Coupe du monde 2014                   |
| 25 avril 2013     | Kingstown Saint-Vincent-et-les-Grenadines | Saint-Vincent-et-les-Grenadines - Grenade | 0-1   | Match amical                                              |
| 30 avril 2014     | Roseau Dominique                          | Grenade - Saint-Vincent-et-les-Grenadines | 0-0   | Match amical                                              |
| 12 mai 2015       | Vieux Fort Sainte-Lucie                   | Grenade - Saint-Vincent-et-les-Grenadines | 2-3   | Match amical                                              |
| 3 juillet 2017    | St. George's Grenade                      | Grenade - Saint-Vincent-et-les-Grenadines | 4-3   | Match amical                                              |
| 8 mars 2019       | Kingstown Saint-Vincent-et-les-Grenadines | Saint-Vincent-et-les-Grenadines - Grenade | 1-1   | Match amical                                              |

Bilan :
- Total de matchs disputés : 37
- Victoires de l'équipe de Grenade : 12
- Victoires de l'équipe de Saint-Vincent-et-les-Grenadines : 12
- Matchs nuls : 13

### Sainte-Lucie
Confrontations entre la Grenade et Sainte-Lucie :
| Date             | Lieu                                      | Match                  | Score | Compétition                                               |
| ---------------- | ----------------------------------------- | ---------------------- | ----- | --------------------------------------------------------- |
| 17 janvier 1961  | Sainte-Lucie                              | Sainte-Lucie - Grenade | 0-4   | Match amical                                              |
| 6 novembre 1966  | Saint-Georges Grenade                     | Grenade - Sainte-Lucie | 7-1   | Match amical                                              |
| 2 décembre 1967  | Roseau Dominique                          | Grenade - Sainte-Lucie | 2-1   | Match amical                                              |
| 11 novembre 1969 | Saint-Vincent-et-les-Grenadines           | Grenade - Sainte-Lucie | 6-0   | Match amical                                              |
| 25 novembre 1970 | St. George's Grenade                      | Grenade - Sainte-Lucie | 6-1   | Match amical                                              |
| 27 novembre 1971 | Roseau Dominique                          | Grenade - Sainte-Lucie | 5-2   | Match amical                                              |
| 29 novembre 1972 | Sainte-Lucie                              | Sainte-Lucie - Grenade | 1-0   | Match amical                                              |
| 15 novembre 1973 | Sainte-Lucie                              | Sainte-Lucie - Grenade | 1-3   | Match amical                                              |
| 29 novembre 1973 | St. George's Grenade                      | Grenade - Sainte-Lucie | 2-0   | Match amical                                              |
| 8 décembre 1974  | Sainte-Lucie                              | Sainte-Lucie - Grenade | 1-2   | Match amical                                              |
| 29 avril 1993    | St. George's Grenade                      | Grenade - Sainte-Lucie | 0-1   | Tour préliminaire de la Coupe caribéenne des nations 1993 |
| 21 mars 1995     | St. George's Grenade                      | Grenade - Sainte-Lucie | 2-0   | Tour préliminaire de la Coupe caribéenne des nations 1995 |
| 9 avril 1995     | Castries Sainte-Lucie                     | Sainte-Lucie - Grenade | 4-0   | Tour préliminaire de la Coupe caribéenne des nations 1995 |
| 24 février 1999  | Castries Sainte-Lucie                     | Sainte-Lucie - Grenade | 1-2   | Match amical                                              |
| 14 mars 2001     | St. George's Grenade                      | Grenade - Sainte-Lucie | 4-3   | Match amical                                              |
| 2 juin 2004      | St. George's Grenade                      | Grenade - Sainte-Lucie | 2-0   | Match amical                                              |
| 17 octobre 2004  | Castries Sainte-Lucie                     | Sainte-Lucie - Grenade | 3-1   | Match amical                                              |
| 23 avril 2013    | Kingstown Saint-Vincent-et-les-Grenadines | Grenade - Sainte-Lucie | 2-1   | Match amical                                              |
| 2 mai 2014       | Roseau Dominique                          | Grenade - Sainte-Lucie | 0-1   | Match amical                                              |
| 16 mai 2015      | Vieux Fort Sainte-Lucie                   | Sainte-Lucie - Grenade | 0-2   | Match amical                                              |
| 30 juin 2017     | Sauteurs Grenade                          | Grenade - Sainte-Lucie | 2-0   | Match amical                                              |
| 28 février 2019  | Kingstown Saint-Vincent-et-les-Grenadines | Sainte-Lucie - Grenade | 0-1   | Match amical                                              |

Bilan :
- Total de matchs disputés : 22
- Victoires de l'équipe de Grenade : 17
- Victoires de l'équipe de Sainte-Lucie : 5
- Matchs nuls : 0

### Sint Maarten
Confrontations entre la Grenade et Sint Maarten :
| Date         | Lieu                  | Match                  | Score | Compétition                                           |
| ------------ | --------------------- | ---------------------- | ----- | ----------------------------------------------------- |
| 22 mars 2016 | Saint-Georges Grenade | Grenade - Sint Maarten | 5-0   | Éliminatoires de la Coupe caribéenne des nations 2017 |

Bilan :
- Total de matchs disputés : 1
- Victoires de l'équipe de Grenade : 1
- Victoires de l'équipe de Sint Maarten : 0
- Matchs nuls : 0

### Suriname
Confrontations entre la Grenade et le Suriname :
| Date             | Lieu                              | Match              | Score | Compétition                                               |
| ---------------- | --------------------------------- | ------------------ | ----- | --------------------------------------------------------- |
| 15 mai 1990      | Georgetown Guyana                 | Grenade - Suriname | 3-1   | Tour préliminaire de la Coupe caribéenne des nations 1990 |
| 6 juin 1999      | Willemstad Antilles néerlandaises | Grenade - Suriname | 0-0   | Tour préliminaire de la Coupe caribéenne des nations 1999 |
| 8 avril 2001     | Paramaribo Suriname               | Suriname - Grenade | 3-1   | Tour préliminaire de la Coupe caribéenne des nations 2001 |
| 24 novembre 2004 | Macoya Trinité-et-Tobago          | Grenade - Suriname | 2-2   | Tour préliminaire de la Coupe caribéenne des nations 2005 |
| 8 septembre 2006 | Willemstad Antilles néerlandaises | Suriname - Grenade | 1-0   | Tour préliminaire de la Coupe caribéenne des nations 2007 |

Bilan :
- Total de matchs disputés : 5
- Victoires de l'équipe de Grenade : 1
- Victoires de l'équipe du Suriname : 2
- Matchs nuls : 2

## T

### Taïwan
Confrontations entre la Grenade et Taïwan :
| Date            | Lieu                  | Match            | Score | Compétition  |
| --------------- | --------------------- | ---------------- | ----- | ------------ |
| 30 juillet 2002 | Saint-Georges Grenade | Grenade - Taïwan | 5-2   | Match amical |

Bilan :
- Total de matchs disputés : 1
- Victoires de l'équipe de Grenade : 1
- Victoires de l'équipe de Taïwan : 0
- Matchs nuls : 0

### Trinité-et-Tobago
Confrontations entre la Grenade et Trinité-et-Tobago :
| Date              | Lieu                            | Match                       | Score | Compétition                                               |
| ----------------- | ------------------------------- | --------------------------- | ----- | --------------------------------------------------------- |
| 30 août 1978      | Saint-Georges Grenade           | Grenade - Trinité-et-Tobago | 1-1   | Match amical                                              |
| 22 juillet 1979   | St. George's Grenade            | Grenade - Trinité-et-Tobago | 0-1   | Tour préliminaire de la Coupe caribéenne des nations 1979 |
| 4 août 1979       | San Fernando Trinité-et-Tobago  | Trinité-et-Tobago - Grenade | 2-1   | Tour préliminaire de la Coupe caribéenne des nations 1979 |
| 30 septembre 1981 | Arima Trinité-et-Tobago         | Trinité-et-Tobago - Grenade | 3-1   | Match amical                                              |
| 2 octobre 1981    | San Fernando Trinité-et-Tobago  | Trinité-et-Tobago - Grenade | 5-1   | Match amical                                              |
| 3 mars 1985       | St. George's Grenade            | Grenade - Trinité-et-Tobago | 1-5   | Tour préliminaire de la Coupe caribéenne des nations 1985 |
| 6 juin 1989       | St. George's Grenade            | Grenade - Trinité-et-Tobago | 1-0   | Tour préliminaire de la Coupe caribéenne des nations 1989 |
| 9 juillet 1989    | Bridgetown Barbade              | Grenade - Trinité-et-Tobago | 1-2   | Finale de la Coupe caribéenne des nations 1989            |
| 23 juillet 1990   | Port of Spain Trinité-et-Tobago | Trinité-et-Tobago - Grenade | 5-0   | Phase finale de la Coupe caribéenne des nations 1990      |
| 15 novembre 1994  | St. George's Grenade            | Grenade - Trinité-et-Tobago | 1-2   | Match amical                                              |
| 6 avril 1997      | Arima Trinité-et-Tobago         | Trinité-et-Tobago - Grenade | 2-3   | Match amical                                              |
| 5 juin 1999       | Port of Spain Trinité-et-Tobago | Trinité-et-Tobago - Grenade | 7-0   | Phase finale de la Coupe caribéenne des nations 1999      |
| 27 janvier 2001   | St. George's Grenade            | Grenade - Trinité-et-Tobago | 1-2   | Match amical                                              |
| 29 janvier 2001   | St. George's Grenade            | Grenade - Trinité-et-Tobago | 0-2   | Match amical                                              |
| 10 mai 2001       | Macoya Trinité-et-Tobago        | Trinité-et-Tobago - Grenade | 5-3   | Match amical                                              |
| 11 janvier 2002   | St. George's Grenade            | Grenade - Trinité-et-Tobago | 2-3   | Match amical                                              |
| 26 novembre 2004  | San Fernando Trinité-et-Tobago  | Trinité-et-Tobago - Grenade | 2-0   | Tour préliminaire de la Coupe caribéenne des nations 2005 |
| 27 avril 2008     | Macoya Trinité-et-Tobago        | Trinité-et-Tobago - Grenade | 2-0   | Match amical                                              |
| 3 décembre 2008   | Kingston Jamaïque               | Trinité-et-Tobago - Grenade | 1-2   | Phase finale de la Coupe caribéenne des nations 2008      |
| 28 novembre 2010  | Fort-de-France Martinique       | Grenade - Trinité-et-Tobago | 1-0   | Phase finale de la Coupe caribéenne des nations 2010      |
| 19 mars 2016      | St. George's Grenade            | Grenade - Trinité-et-Tobago | 2-2   | Match amical                                              |
| 29 avril 2017     | St. George's Grenade            | Grenade - Trinité-et-Tobago | 2-2   | Match amical                                              |
| 11 novembre 2017  | Couva Trinité-et-Tobago         | Trinité-et-Tobago - Grenade | 2-2   | Match amical                                              |

#### Bilan
- Total de matchs disputés : 23
- Victoires de l'équipe de Grenade : 4
- Victoires de l'équipe de Trinité-et-Tobago : 15
- Matchs nuls : 4